# 関口美穂
関口 美穂（せきぐち みほ、1982年6月26日 - ）は、千葉県松戸市出身の競輪審判員、競輪検車員、元女子競輪選手。日本競輪学校（当時。以下、競輪学校）第102期生。現役時代は日本競輪選手会埼玉支部所属、ホームバンクは西武園競輪場。師匠は田淵浩一（55期）。

## 来歴
千葉県立松戸国際高等学校、東京家政大学を経て、スポーツジムのトレーナーを経験。クライアントから女子競輪が復活する話を聞いて競輪学校受験を決意した。2011年2月25日、競輪学校試験に合格。競輪学校時代は競走訓練中に2回骨折。鎖骨、肋骨、肘などを損傷し、2か月間入院したこともあった。在校競走成績は第20位（0勝）。
2012年5月1日、競輪選手として登録された。同年7月6日、京王閣競輪場でデビューし2着。初勝利は同年7月15日の松戸競輪場。同年12月12日、ホームバンクの西武園競輪場でのレースで転倒し、左鎖骨を骨折。3か月近くの休養を余儀なくされた。競輪学校時代から起算して鎖骨は11か所骨折している。
2021年10月31日の弥彦FI最終日第5レースが現役最終レースとなった（1着）。
2021年11月12日、選手登録消除。通算戦績は592戦21勝。
2022年に受験した競輪審判員資格検定試験と競輪検車員試験にともに合格したことで、同年6月24日付で競輪審判員として、7月1日付で競輪検車員として、同じく元ガールズケイリン選手であった藤谷はるなとともに登録された。